# Holly Ridge
Holly Ridge – miasto w Stanach Zjednoczonych, w stanie Karolina Północna, w hrabstwie Onslow.